# Brighton & Hove Albion Football Club
O Brighton & Hove Albion Football Club é um clube de futebol fundado em 1901 na cidade de Brighton and Hove, na Inglaterra. Atualmente disputa a Premier League, correspondente à primeira divisão nacional.
O Brighton & Hove Albion manda as suas partidas no Falmer Stadium, mas é popularmente conhecido como American Express Community Stadium, ou simplesmente o Amex por causa do patrocínio, cuja capacidade é de 30.750 lugares, e que sucedeu ao Withdean Stadium, praça de esportes utilizada pelo clube entre 1999 e 2011 e que possui capacidade de 8850 espectadores. As suas cores oficiais são azul e branco.
Apelidado de "Seagulls" ou "Albion", O Brighton começou seus jogos profissionais na Liga do Sul, antes de ser eleito para jogar a Liga de Futebol em 1920. O clube ganhou maior destaque no final da década de 70 e começo da década de 80, precisamente entre 1979 e 1983, quando subiu para a Primeira Divisão Inglesa e alcançou a final da FA Cup de 1983, perdendo a final para Manchester United. Logo depois foi rebaixado para a Segunda Divisão Inglesa, hoje conhecida como EFL Sky Bet Championship.
A má administração nos anos seguintes levou o Brighton para as divisões inferiores, chegando ao ponto de quase deixar a Liga de Futebol para ir para Conference, porém eles conseguiram evitar na temporada de 1997 e 1998. Uma aquisição da sala de reuniões salvou o time da liquidação; logo após, vieram seguidas promoções até o time chegar a EFL Sky Bet Championship em 2002, desde então o time figurou entre a terceira e segunda divisão o futebol inglês.
No dia 17 de abril de 2017, o Brighton selou seu acesso à Premier League após 34 anos, após três quedas nos play-offs, no que foi a primeira participação do clube no novo formato da competição.
Na temporada 2022–23, sob o comando de Roberto De Zerbi, o Brighton ficou na sexta colocação e garantiu vaga na fase de grupos da Liga Europa da UEFA de 2023–24 pela primeira vez na sua história. Em jogo válido pela terceira rodada da fase de grupos da Liga Europa, o Brighton conquistou a sua primeira vitória em competições europeias após vencer o Ajax, em casa, por 2x0.

## História

### Formação e primeiros anos (1901–1972)
O Brighton & Hove Albion Football Club foi fundado em 1901 e 19 anos mais tarde, em 1920, foi eleito para a nova Terceira Divisão da Football League — tendo sido anteriormente membro da Liga do Sul. Em 1910, conquistaram a South League e a FA Charity Shield, que na altura era disputado pelos campeões da South League e da Football League, em cima do Aston Villa, o campeão da Football League daquele mesmo ano. Após a passagem para a divisão regionalizada três sul, em 1921, permaneceram nesta divisão até à temporada 1957–1958, altura em que conquistaram o título e asseguraram a promoção para a Segunda Divisão, ao mesmo tempo que as divisões regionalizadas norte e sul se desregionalizaram, passando a constituir uma terceira e uma quarta divisões na temporada 1958–1959. O Albion manteve o seu estatuto de segundo escalão até o rebaixamento em 1962, sofrendo um sucessivo rebaixamento em 1963 e descendo para a quarta divisão pela primeira vez. O Albion conquistou o título da quarta divisão em 1964-1965 e permaneceu na terceira divisão até 1972, altura em que, como vice-campeão, garantiu a promoção de volta à segunda divisão.

### Os anos de Mike Bamber (1972–1987)
Mike Bamber foi o presidente do Brighton de outubro de 1972 a 1983. Em 1973, trouxe o Brian Clough para o clube e, mais tarde, nomeou o antigo jogador inglês Alan Mullery como treinador. A vida do Brighton como clube da Football League trouxe pouco sucesso e manchetes até 1979, quando, sob a direção de Mullery, o clube foi promovido à Primeira Divisão como vice-campeão da Segunda Divisão. A temporada 1982/83 foi marcada por um arranque extremamente inconsistente para o clube, com vitórias sobre o Arsenal e o Manchester United misturadas com derrotas pesadas. O treinador Mike Bailey acabou perdendo o seu cargo no início de dezembro de 1982. Jimmy Melia assumiu o cargo de treinador, mas não conseguiu dar a volta à situação e o Brighton, após quatro temporadas na primeira divisão, foi rebaixado em 1983, terminando em último lugar.
Apesar da despromoção, nessa temporada o Brighton chegou à sua primeira (e única até à data) final da Copa da Inglaterra e empatou 2-2 com o Manchester United no primeiro jogo. Os gols do Brighton foram marcados por Gordon Smith e Gary Stevens. A final contou com um infame "falhaço" de Gordon Smith no praticamente último lance jogo na prorrogação, levando o comentarista da BBC Peter Jones a proferir a conhecida frase "...e Smith tem que marcar". No entanto, o chute de Smith foi defendido pelo goleiro do Manchester United, Gary Bailey. No replay, o Manchester United venceu por 4-0.

### O rebaixamento, os últimos anos e a salvação por Knight (1987–1997)

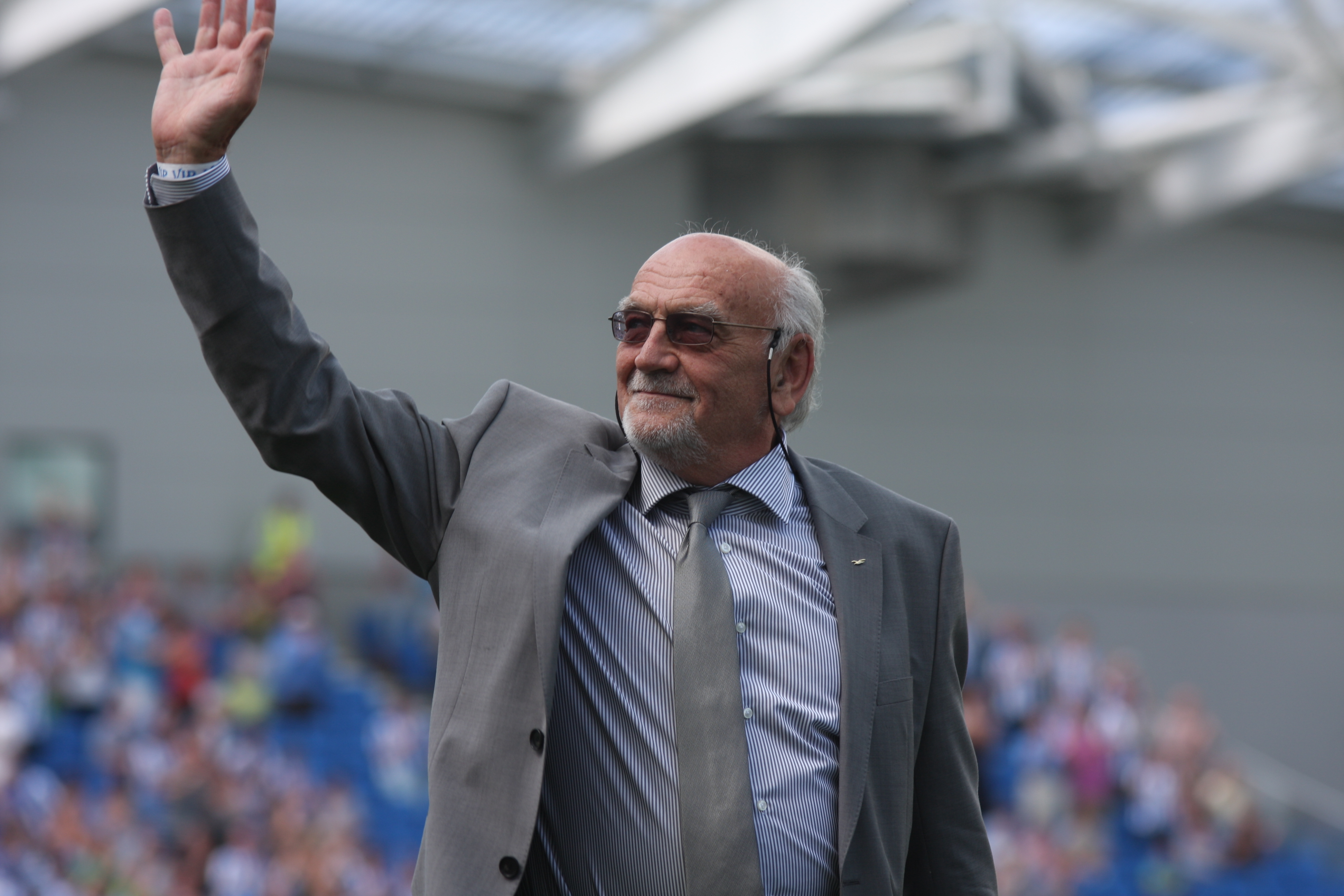
O ex-presidente do Brighton, Dick Knight, que acabou salvando o clube

Após quatro temporadas, o Brighton foi rebaixado para a terceira divisão em 1987, mas voltou a ser promovido na temporada seguinte. Em 1991, o clube perdeu a final do play-off em Wembley para o Notts County por 3-1, sendo rebaixado na temporada seguinte para a recém-nomeada Segunda Divisão. Em 1996, o clube foi novamente despromovido para a Terceira Divisão. A situação financeira do clube estava se tornando cada vez mais precária e os diretores do clube decidiram que o Goldstone Ground teria que ser vendido para pagar algumas das grandes dívidas do clube. O treinador Jimmy Case foi demitido, depois de um péssimo início na temporada 1996-97 ter deixado o Brighton no fundo da classificação por uma margem considerável. Os diretores do clube nomearam Steve Gritt, o antigo auxiliar técnico do Charlton Athletic, como treinador — Gritt era relativamente desconhecido. Sob o comando de Gritt, o desempenho do Brighton na liga melhorou constantemente, embora as suas hipóteses de sobrevivência tenham sido ameaçadas por uma dedução de dois pontos pela Football Association, imposta como punição por uma invasão de campo pelos torcedores que protestavam contra a venda do Goldstone Ground. Um torcedor de longa data, Dick Knight, assumiu o controle do clube em 1997, depois de ter liderado a pressão dos torcedores para expulsar a anterior direção, na sequência da venda do Goldstone a promotores imobiliários.
Na última rodada da temporada, depois de terem estado a 13 pontos de distância numa determinada altura, tinham subido do fundo da classificação da divisão e tinham que jogar com um rival direto, o Hereford United, para se manter na divisão para a temporada seguinte. Se o Brighton ganhasse ou empatasse, estaria garantido. O lateral-esquerdo do Brighton, Kerry Mayo, marcou um gol contra na primeira parte e parecia que a passagem de 77 anos do Brighton na liga tinha chegado ao fim. Mas um gol tardio de Robbie Reinelt assegurou a permanência do Brighton na liga, com base no número de gols marcados (apesar de o Hereford ter um melhor saldo de gols, uma vez que, na Football League da altura, os gols marcados tinham precedência), e os 25 anos de passagem do Hereford na liga tinham acabado.

### A era Withdean e a aquisição por Bloom (1997–2011)
A venda do Goldstone Ground foi concretizada em 1997, levando o Brighton a jogar a cerca de 70 milhas de distância, no Priestfield Stadium em Gillingham, durante duas temporada. Micky Adams foi contratado como treinador do Brighton em 1999. No início da temporada 1999-2000, os Seagulls conseguiram um contrato de arrendamento para disputar jogos em casa no Withdean Stadium, uma pista de atletismo convertida em Brighton, propriedade da prefeitura local. 2000-01 foi a primeira temporada de sucesso do Brighton em 13 anos. O clube se sagrou campeão da Terceira Divisão e foi promovido à Segunda Divisão. Adams deixou o clube em outubro de 2001 para trabalhar como auxiliar de Dave Bassett no Leicester, sendo substituído pelo antigo treinador do Leicester, Peter Taylor. A transição provou ser um ponto positivo para o Brighton, que manteve a sua boa forma e terminou a temporada como campeão da Segunda Divisão — ganhando a segunda promoção consecutiva. Apenas cinco anos depois de quase ter sucumbido à dupla ameaça de perder a vaga na Football League e de falir completamente, o Brighton estava a uma divisão de distância da Premier League.
Em maio de 2009, Knight foi substituído no cargo de presidente do Brighton por Tony Bloom, que conseguiu assegurar um financiamento de 93 milhões de libras para o novo Estádio Falmer e uma participação de 75% no clube.
A última temporada do Brighton em Withdean foi 2010-11, em que venceu a League One sob a direção de Gustavo Poyet. Na temporada seguinte, o Brighton mudou o seu brasão para um desenho semelhante ao utilizado entre as décadas de 1970 e 1990. O objetivo era refletir o regresso do clube a casa, depois de não ter um estádio desde 1997.

### Mudança para o novo estádio e promoção com Hughton (2011–2017)
O Falmer Stadium recebeu o seu primeiro jogo da liga no dia de abertura da temporada 2011-12, contra o Doncaster Rovers, que foi o último adversário a jogar no Goldstone, em 1997. O jogo terminou 2-1 para o Brighton. Na temporada 2012-13, o Brighton terminou em 4º lugar e perdeu nas semifinais do "play-off" para o Crystal Palace. Poyet foi suspenso como treinador na sequência de comentários polêmicos feitos na sua entrevista após o jogo, tendo sido posteriormente demitido e substituído por Óscar García.
No último dia da temporada 2013-14, o Brighton venceu o Nottingham Forest por 2-1, com um gol de Leonardo Ulloa no último minuto, garantindo assim o 6º lugar. Depois de perder para o Derby County nas semifinais dos play-offs, García pediu demissão. Sami Hyypiä foi nomeado treinador para a temporada 2014-15, mas pediu demissão ao fim de apenas quatro meses devido a uma má série de resultados, sendo substituído por Chris Hughton. Na campanha seguinte, o Brighton voltou a lutar pela subida de divisão, impulsionado por uma série invicta de 21 jogos, desde o primeiro dia até 19 de dezembro. Na última rodada da temporada, o Brighton foi a Middlesbrough e precisava de vencer para garantir o acesso à Premier League, mas um empate de 1-1 colocou time no 3º lugar e um lugar no play-off, e posteriormente foi derrotado para o Sheffield Wednesday, sendo essa a terceira derrota do Brighton nas semifinais do play-off em quatro temporadas.
O Brighton começou 2016-17 com uma série invicta de 18 jogos, levando-os ao topo da liga durante grande parte de dezembro e janeiro. Permaneceu nas posições de promoção automática durante a maior parte do resto da temporada e garantiu a promoção à Premier League após uma vitória por 2-1 sobre o Wigan Athletic, em casa, em 17 de abril de 2017.

### De volta à primeira divisão (2017–presente)
A primeira temporada do Brighton na Premier League foi bastante bem sucedida, com o clube a subir para a metade superior várias vezes durante a temporada. Apesar de estar a um ponto acima da zona de rebaixamento em janeiro, as vitórias sobre o Arsenal e o Manchester United nos últimos meses da campanha ajudaram a garantir um 15º lugar.
O clube teve uma segunda temporada difícil na primeira divisão, evitando por pouco o rebaixamento com um 17º lugar. Na Copa da Inglaterra, o Brighton chegou às semifinais pela primeira vez desde 1983, perdendo por 1-0 contra o Manchester City. Hughton foi demitido no final da temporada, devido à má série de resultados.
Após a demissão de Hughton, o treinador do Swansea, Graham Potter, foi contratado como o novo treinador com um contrato de quatro anos. Potter estendeu seu contrato por mais dois anos em novembro de 2019. De março a junho de 2020, a temporada foi suspensa devido à pandemia de COVID-19. O Brighton terminou em 15º e 16º nas duas primeiras temporadas de Potter, garantindo uma quinta temporada histórica na Premier League em maio de 2021, que garantiu que seu período atual na primeira divisão supera o periódo anterior de 1979 a 1983.
Na temporada 2021-22, o clube terminou em nono lugar na Premier League, a melhor colocação do Brighton na elite inglesa, com um recorde de 51 pontos. Em setembro de 2022, Potter deixou o clube para se tornar treinador do Chelsea, após a demissão de Thomas Tuchel.
Em 18 de setembro de 2022, o Brighton anunciou Roberto De Zerbi como novo treinador do clube. A temporada da liga foi interrompida devido a ocorrência da Copa do Mundo FIFA de 2022, no qual o meio-campo do Brighton, Alexis Mac Allister, foi titular da Argentina na final que venceu a partida na disputa de pênaltis e conquistou o título daquela copa. O Brighton chegou à sua segunda semifinal da FA Cup em quatro temporadas, perdendo nos pênaltis para o Manchester United após um empate em 0-0. Em 21 de maio de 2023, o Brighton se classificou para uma competição europeia pela primeira vez em sua história com uma vitória por 3-1 sobre o Southampton. Três dias depois, após um empate em 1-1 com o Manchester City, o Brighton garantiu a qualificação para a fase de grupos da Liga Europa da UEFA de 2023–24. O Brighton terminou a temporada com um recorde de 62 pontos e um novo recorde de sexto lugar.

## Elenco
Última atualização: 29 de março de 2025.

## Estádio

### Goldstone Ground (1902-1997)

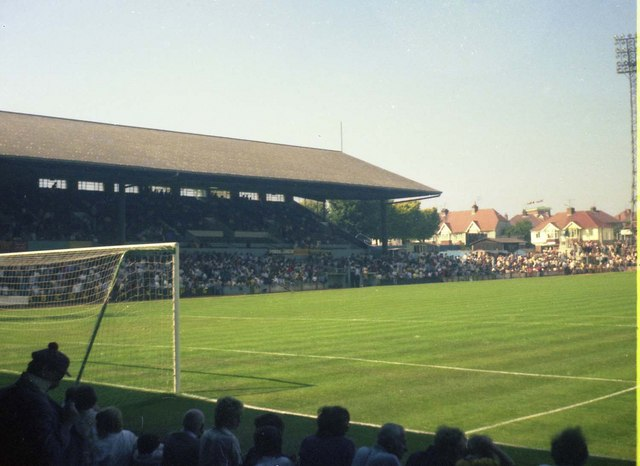
Goldstone Ground (1902–1997)

Durante 95 anos, o Brighton and Hove Albion esteve sediado no Goldstone Ground, em Hove, até que a direção do clube decidiu vender o estádio. A venda, implementada pelo acionista maioritário Bill Archer e pelo seu diretor executivo David Bellotti, revelou-se controversa e provocou protestos generalizados contra a direção. O clube recebeu pouco ou nenhum dinheiro com esta venda.
Na sua última temporada no Goldstone, 1996–97, os Seagulls estavam em risco de despromoção da Football League. O Brighton venceu o seu último jogo em Goldstone contra o Doncaster Rovers, preparando um jogo de rebaixamento em Hereford United, que estava empatado em pontos com o Seagulls. O Brighton empatou 1-1 e o Hereford foi despromovido para a Football Conference com base nos gols marcados.

### Withdean Stadium

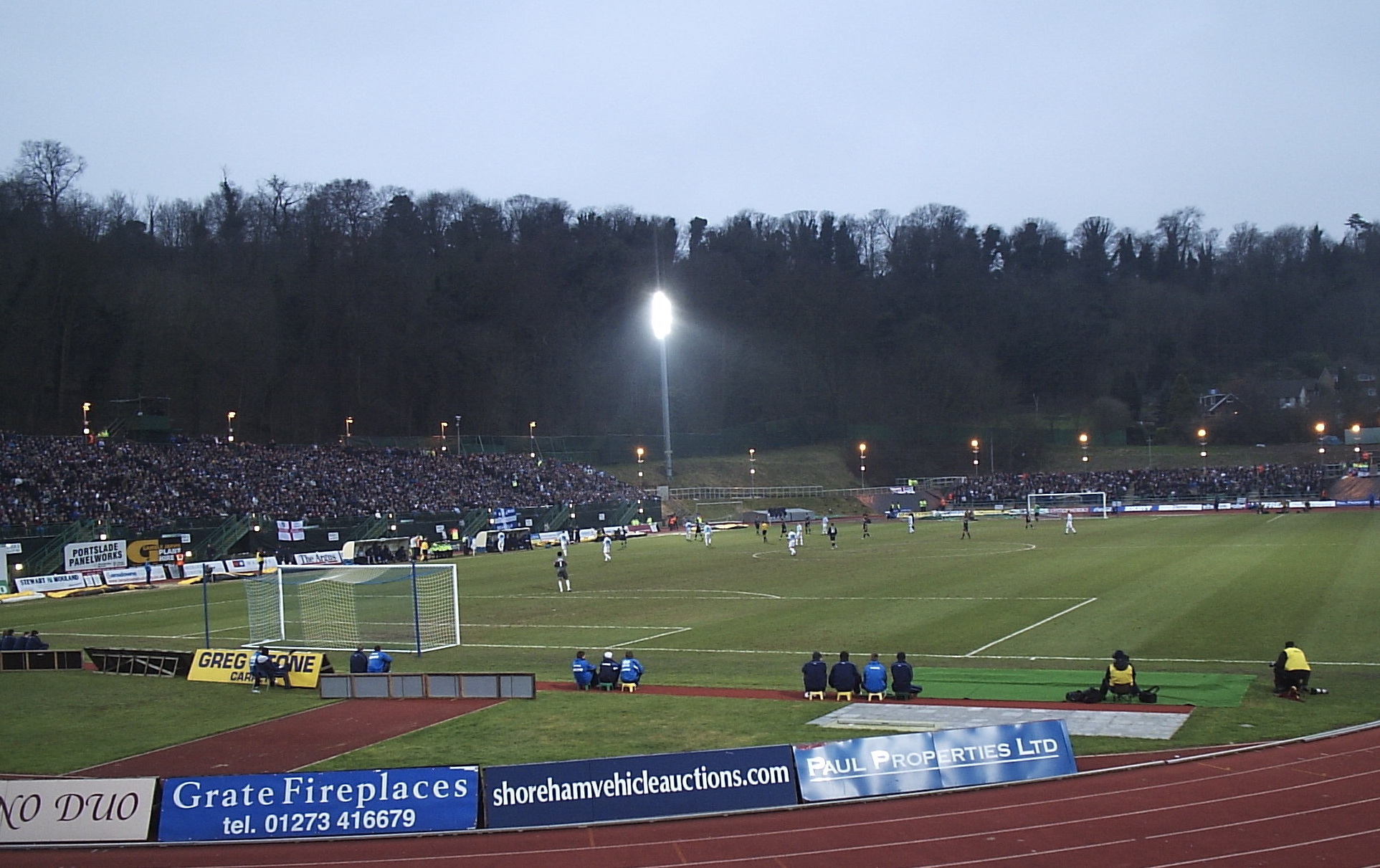
Withdean Stadium, a casa do Brighton de 1999 a 2011

Durante dois anos, de 1997 a 1999, o clube compartilhou o Priestfield Stadium, o estádio do Gillingham, antes de regressar a Brighton para jogar no Withdean Stadium. Este estádio não é predominantemente um campo de futebol, tendo sido utilizado para a prática de atletismo durante a maior parte da sua história e, anteriormente, como jardim zoológico.
Devido ao custo do inquérito público sobre a autorização de planeamento de um novo estádio, ao aluguel do Withdean Stadium, às taxas pagas para utilizar o Priestfield Stadium de Gillingham e a um déficit geral de funcionamento devido à baixa venda de bilhetes inerente a um campo pequeno, o clube tinha um déficit acumulado de £9,5 milhões em 2004. O conselho de administração pagou £7 milhões; os restantes £2,5 milhões tiveram de ser obtidos através das operações do clube. Para o conseguir, foi lançado um apelo de angariação de fundos, conhecido como o "Alive and Kicking Fund", com tudo, desde postais de Natal com os jogadores nus até ao lançamento de um CD para angariar dinheiro. Em 9 de janeiro de 2005, este single de angariação de fundos, "Tom Hark", entrou diretamente para o 17º lugar da tabela britânica, ganhando um cartaz nacional na BBC Radio 1.

### Falmer Stadium

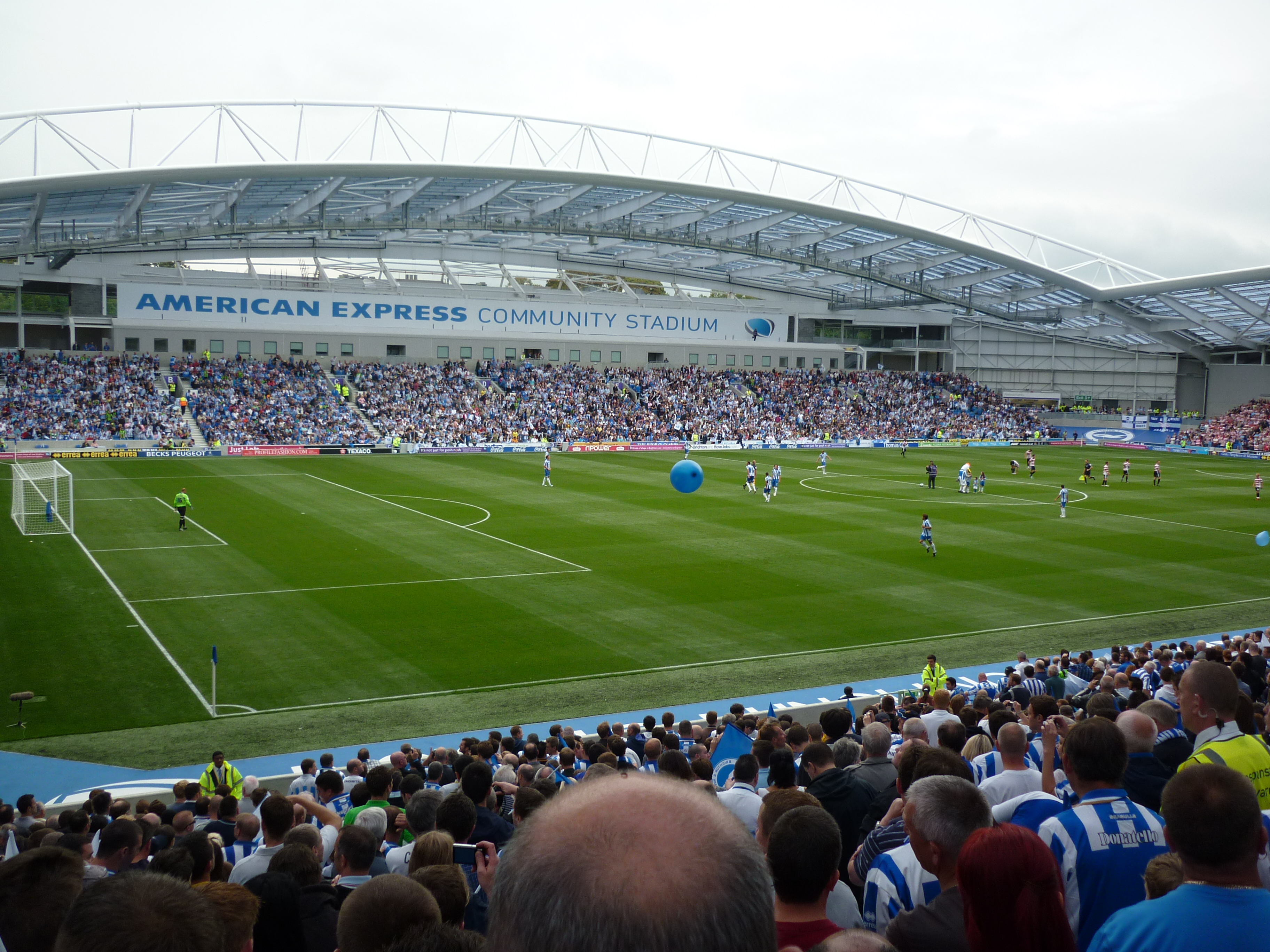
Torcedores do Brighton no Falmer Stadium durante o primeiro jogo da liga no estádio contra o Doncaster Rovers

A sede do clube é o Falmer Stadium, atualmente conhecido, por motivos de patrocínio, como American Express Stadium ou simplesmente Amex, localizado em Village Way, Brighton.
Em 28 de outubro de 2005, o Gabinete do Vice-Primeiro Ministro anunciou que o pedido para o Falmer havia sido bem-sucedido, para alegria e alívio de todos os torcedores. O Conselho do Distrito de Lewes contestou a decisão de John Prescott de aprovar a permissão de planejamento para Falmer, forçando uma revisão judicial. Isso se baseou em um pequeno erro na aprovação original de Prescott, que deixou de declarar que parte do estacionamento para o estádio fica no distrito de Lewes, e não na autoridade unitária de Brighton & Hove. Isso causou mais atrasos. Depois que a revisão judicial decidiu a favor do estádio, o Lewes District Council disse que não entraria com mais nenhum recurso.
A construção do Falmer Stadium começou em dezembro de 2008. Em 31 de maio de 2011, o clube concluiu oficialmente a entrega e recebeu as chaves do estádio com capacidade inicial de 22.374 lugares, o que significou o fim de 14 anos sem uma casa própria. Em janeiro de 2012, o clube apresentou um pedido ao conselho municipal de Brighton e Hove para aumentar a capacidade do estádio em mais 8.000 assentos, bem como para adicionar camarotes corporativos, novas instalações de televisão e uma suíte de luxo. Esse pedido foi concedido por unanimidade pelo comitê de planejamento do conselho municipal de Brighton e Hove em 25 de abril de 2012. O estádio foi então ampliado para 27.250 para o início da temporada 2012-13 e depois para 27.750 em dezembro de 2012, antes de chegar a 30.750 em maio de 2013.
Em 2020, o clube apresentou planos para expandir o estádio de 30.750 para 32.500 assentos, incluindo hospitalidade adicional. Em 2021, o estádio foi ampliado para 31.800, com obras adicionais ainda a serem realizadas.

## Rivalidades
Apesar de os dois clubes se situarem a quase 64 km de distância, o Crystal Palace é o principal rival do Brighton, que remonta à década de 1970 e à hostilidade entre os treinadores Alan Mullery e Terry Venables, que assumiram o comando do Brighton e do Palace, respetivamente, em 1976, antes de uma temporada de disputa na Terceira Divisão, em que as duas equipes disputaram o título com o Mansfield Town. A temporada terminou com o Palace e o Brighton ficando atrás do Mansfield, mas ambas as equipes foram promovidas e a hostilidade entre os dois treinadores criou uma rivalidade intensa entre as duas equipes. Esta situação manteve-se na temporada seguinte, na Segunda Divisão, quando o Brighton, que tinha terminado a temporada no topo, ficou em segundo lugar, depois de o Palace ter vencido um jogo adiado contra o Burnley, no fim de semana seguinte, e conquistou o título por um ponto. Além disso, a estrada A23 passa diretamente entre Brighton e Croydon, onde se situa o estádio do Palace em Selhurst Park. Este fato levou a que os meios de comunicação social rotulassem a rivalidade como o derby da A23 e da M23, embora os torcedores de ambos os clubes não utilizem este termo.
Situado em East Sussex, o Brighton encontra-se isolado da maioria das outras equipes, o que o deixa sem um dérbi local estabelecido. Os jogos contra as equipas da costa sul do país, Southampton e Portsmouth, são ocasionalmente rotulados como dérbis locais pelos meios de comunicação, mas a maioria dos torcedores de qualquer uma das equipes não considera a outra como sua rival devido à distância de mais de 97 km entre os clubes e à rivalidade já bem estabelecida entre Southampton e Portsmouth.

## Principais títulos
| NACIONAIS | NACIONAIS                      | NACIONAIS | NACIONAIS                  |
| Troféus   | Competição                     | Títulos   | Temporadas                 |
| --------- | ------------------------------ | --------- | -------------------------- |
|           | Supercopa da Inglaterra        | 1         | 1910                       |
|           | Campeonato Inglês - 3ª Divisão | 3         | 1957-58, 2001-02 e 2010-11 |
|           | Campeonato Inglês - 4ª Divisão | 2         | 1964-65 e 2000-01          |